# 四大化計画
『四大化計画 〜世界は3つで語れない〜』（よんだいかけいかく せかいはみっつでかたれない）は、2022年から2024年まで不定期に放送されていたNHKのバラエティ番組である。

## 概要
内村光良が司会を務める知的教養バラエティ。世界のさまざまなジャンルに存在する「三大○○」にもう一つを加えて「四大化」を目指す。制作は『LIFE!〜人生に捧げるコント〜』のチームが手掛けている。
2021年8月16日に『世界四大化計画〜Mr.ザッハトルテの野望〜』と題したパイロット版を放送。2022年4月30日放送回から現在の番組名に改題し、以後は年に数回ペースで放送されていた。

## 出演者
司会
- 内村光良（ウッチャンナンチャン）

知の秘密結社UMR代表「内村・ザッハトルテ・光良」という役名で出演。
主な審議員（パネラー）
- いとうせいこう

パイロット版含めた全ての回に出演。
- 川島明

## 放送リスト
| 回           | 放送日時                     | プレゼンテーマ                                            | プレゼンター                 | 審議員                                                       |
| ------------ | ---------------------------- | --------------------------------------------------------- | ---------------------------- | ------------------------------------------------------------ |
| パイロット版 | 2021年8月16日 22:00 - 22:45  | 世界三大神秘湖 世界を1つにした三大発明 世界三大無謀な計画 | 濱家隆一 明日海りお 阿部亮平 | いとうせいこう 塙宣之 赤江珠緒 生見愛瑠 DJ松永 白鳥玉季      |
| 第1弾        | 2022年4月30日 19:30 - 20:15  | 世界三大特殊車両 世界三大貯蔵庫                           | 尾形貴弘 SHELLY 武井壮       | いとうせいこう 川島明 阿佐ヶ谷姉妹 堀未央奈                  |
| 第2弾        | 2022年8月19日 22:00 - 22:45  | 世界三大輸送ミッション 世界三大料理人                     | 新井恵理那 水田信二 山添寛   | いとうせいこう 川島明 大久保佳代子 佐藤栞里 髙橋ひかる       |
| 第3弾        | 2022年11月9日 22:00 - 22:45  | 世界三大ダイヤモンド                                      | アンミカ とにかく明るい安村  | いとうせいこう 川島明 明日海りお デヴィ・スカルノ 峯岸みなみ |
| 第4弾        | 2023年3月24日 19:57 - 20:42  | 世界三大デマ                                              | 木村昴 森田哲矢              | いとうせいこう 川島明 トラウデン直美 中野信子 松島聡         |
| 第5弾        | 2023年8月3日 22:00 - 22:45   | 世界三大ロストテクノロジー                                | サンシャイン池崎 武井壮      | いとうせいこう 川島明 井桁弘恵 後藤真希 西谷茂リチャード     |
| 第6弾        | 2023年9月20日 22:00 - 22:45  | 世界三大未完成作品                                        | 小沢一敬 中川翔子            | いとうせいこう 川島明 宇垣美里 片桐仁 近藤くみこ             |
| 第7弾        | 2023年11月23日 22:00 - 22:45 | 世界三大“体を張った偉人”                                  | 尾形貴弘 ウエンツ瑛士        | いとうせいこう 川島明 五十嵐美樹 佐々木久美 真壁刀義         |
| 第8弾        | 2024年3月25日 22:00 - 22:45  | 世界三大ハードワーク                                      | 野田クリスタル 荒川          | いとうせいこう 荒井優希 武井壮 近藤くみこ 吉村崇             |